# Svezia ai II Giochi olimpici invernali
La Svezia partecipò ai II Giochi olimpici invernali, svoltisi a Sankt Moritz, Svizzera, dall'11 al 19 febbraio 1928, con una delegazione di 24 atleti impegnati in sei discipline.

## Medaglie

### Per discipline
| Sport                 | Oro | Argento | Bronzo | Totale |
| --------------------- | --- | ------- | ------ | ------ |
| Sci di fondo          | 1   | 1       | 1      | 3      |
| Pattinaggio di figura | 1   | 0       | 0      | 1      |
| Hockey su ghiaccio    | 0   | 1       | 0      | 1      |
| Totale                | 2   | 2       | 1      | 5      |

### Medaglie
| Medaglia | Atleta           | Sport                 | Evento                         |
| -------- | ---------------- | --------------------- | ------------------------------ |
| Oro      | Gillis Grafström | Pattinaggio di figura | Pattinaggio di figura maschile |
| Oro      | Per-Erik Hedlund | Sci di fondo          | 50 km maschile                 |
| Argento  | Svezia           | Hockey su ghiaccio    | -                              |
| Argento  | Gustaf Jonsson   | Sci di fondo          | 50 km maschile                 |
| Bronzo   | Volger Andersson | Sci di fondo          | 50 km maschile                 |